# Симонович Тимотей
Симонович (Шимонович) Тимотей — василіянин у Вільні, брав участь у полеміці з Мелетієм Смотрицьким і виявив його взаємини з святотроїцькими василіянами до його посвячення на православного архієпископа в Полоцьку у двох творах: «Próba Werlfikacjej omylnej» і «Dowody sprawdzenia falszywego» (1621).